# Андрій Боголюбський
Андрі́й Ю́рійович Боголю́бський (близько 1111 — 29 червня 1174) — князь Вишгородський 1149⁣ — ⁣1150, 1155⁣ — ⁣1156, Пересопницько-Турівський 1150⁣ — ⁣1151, Суздальський 1156⁣ — ⁣1157, Владимирський 1157—1174. Відомий тим, що організував перше в історії Русі розорення Києва на чолі великої армії 11 північних князів у 1169 році.

## Біографія

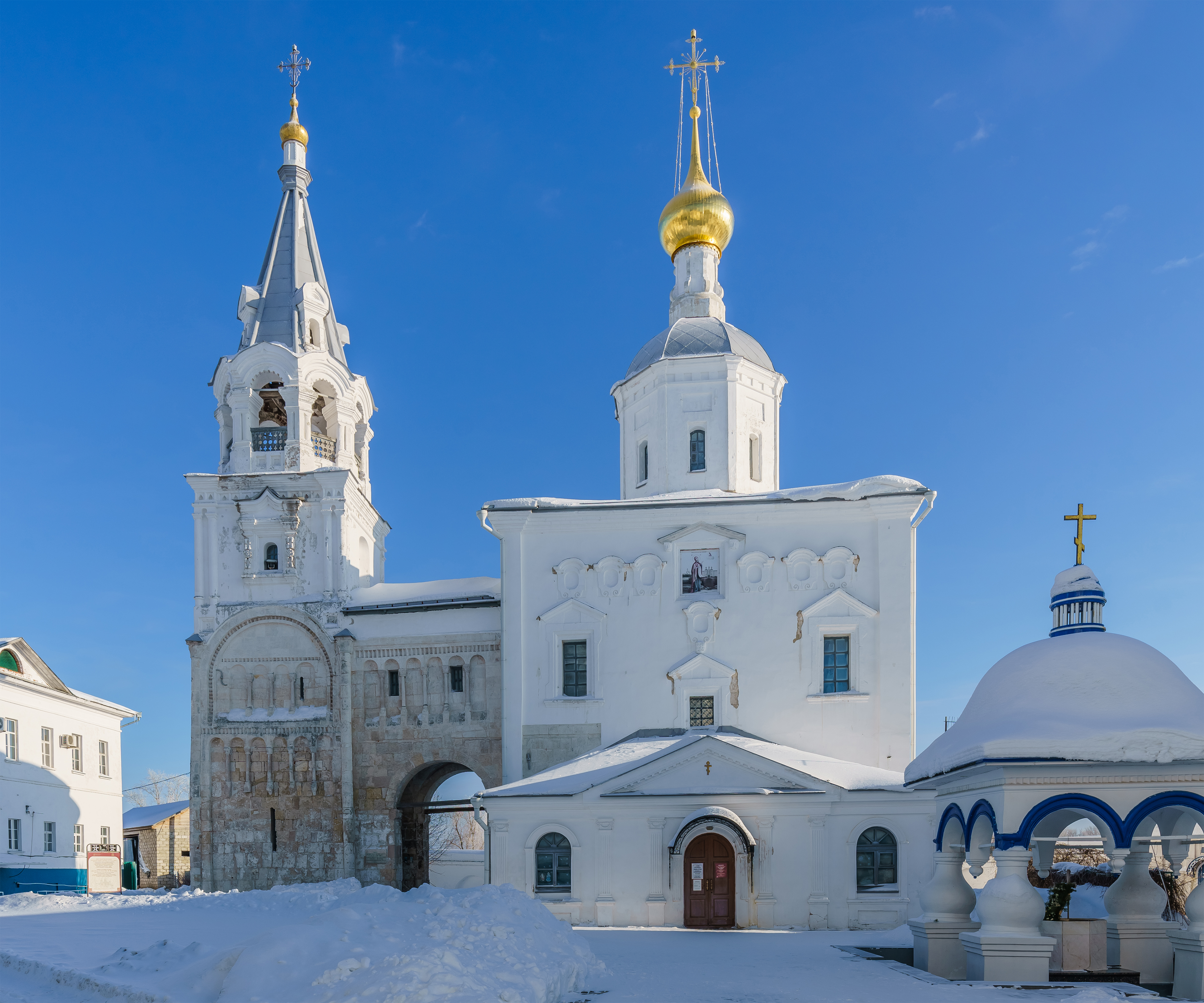
Ліворуч — колишня башта князівського палацу, де Андрія Боголюбського було вбито 1174-го року. Тепер — дзвіниця церкви Різдва Богородиці.

### Молоді роки
Народився у Суздалі, син Юрія Довгорукого та половецької князівни — дочки половецького хана Аепи Осеневича. Онук Володимира Мономаха. Прізвисько Боголюбський отримав від назви села Боголюбове, яке князь зробив своєю резиденцією та з пограбованого Києва привіз Ікону Пресвятої Богородиці.
На політичну сцену Андрій Боголюбський вийшов у середині 1140-х років. 1147 разом з братом Ростиславом ходив за наказом батька на Рязань. Під час війни за Київ між Юрієм Долгоруким і його небожем Ізяславом Мстиславичем (1148—1151) Андрій Боголюбський підтримував батька. Коли батько сідав на київський престол, він наділяв синів своїми володіннями. 1149 року Андрій одержав від батька Вишгород, а 1150, замість нього, Турів, Пінськ, Дорогобуж і Пересопницю, але 1151 року до Києва повернувся Ізяслав, і Андрій Юрійович утратив ці володіння.

### Боротьба за владу на Русі
У березні 1155 року Юрій знову став великим київським князем і дав Андрієві Вишгород, де завжди сиділи старші сини київських князів, перші кандидати на київський престол. Однак Андрій Боголюбський не бачив для себе перспектив у Києві. 1155 року він без згоди батька залишив Вишгород і перебрався до Владимира-на-Клязьмі. Під час поспішного від'їзду з Вишгорода він викрав в храмі Бориса і Гліба вельми шановану ікону Богородиці. Таку же шановану, як і ікона Пирогоща. Обидві ікони згідно з літописом були привезені з Константинополя на одному і тому ж кораблі. І зараз ця ікона, перейменована у Володимирську — святиня номер 1 в російському православ'ї.
Після смерті Юрія Долгорукого у 1157 році Андрій Боголюбський витіснив із Ростова і Суздаля своїх молодших братів Михалка і Всеволода і об'єднав під своєю рукою північні землі, ставши єдиним князем Володимиро-Суздальського князівства. Своєю столицею він зробив місто Владимира-на-Клязьмі, яке укріпив і прикрасив, збудувавши новий дитинець, головні ворота якого були зведені за зразком київських Золотих воріт і одержали ту саму назву, а також величний Успенський собор. Сам Андрій Боголюбський жив у замку неподалік від Владимира в селі Боголюбове. Здійснив кілька спроб підпорядкувати своїй владі Новгород. Намагався відірвати Суздальську землю від Києва, утворити окрему церковну митрополію.
Вигнав до Візантії своїх 4-х братів разом з їхньою матір'ю — другою дружиною Юрія Долгорукого.
Давнє суперництво Андрія із кузенами Мстиславичами досягло апогею, коли у Києві було обрано князем Мстислава Ізяславича, сина Ізяслава Мстиславича, давнього ворога його батька. Водночас новгородське віче вигнало князя Святослава Ростиславича, який звернувся за допомогою до Андрія. Новгородці, своєю чергою звернулися за допомогою до Мстислава. Це стало початком кривавої міжусобної війни. На боці Андрія стали князі Мурома, Рязані, Смоленська, Полоцька, сіверські, чернігівські та дорогобузькі. Їх об'єднане військо у 1169 році взяло в облогу Київ. При цьому всі князі, які брали участь в поході, були нащадками або свояками половецьких ханів. Князь Андрій, який ініціював цей похід і поставив на чолі його свого сина, був онуком половецького хана Аепи. Основу війська, яке йшло на Київ, становила так звана ростовська тисяча. Після недовгої облоги берендеї та торки, які були у дружині Мстислава, відмовилися воювати, Мстислав втік, місто було взяте та нещадно пограбоване — знищені та спалені тоді були не лише житлові квартали, а й значна кількість церков та монастирів. Андрій Боголюбський посадив на київський престол Гліба Переяславського. Проте подальші спроби Андрія посилити свій вплив на Русі зазнали невдачі — у 1170 році суздальські війська були розбиті під Новгородом молодим новгородським князем, Романом Мстиславичем.
Проте і після цього Андрій продовжував втручатися у київські справи та ставити своїх союзників на князювання у Києві та інших містах. Після смерті у Києві Гліба Юрійовича (1171, ймовірно отруєний), за запрошенням молодших Ростиславичів у Києві сів Володимир Мстиславич, молодший син Мстислава Великого, однак невдовзі помер. Андрій віддав Київ старшому Ростиславичу, Роману, але вже у 1173 році між ними виник конфлікт і Роман був змушений вернутись у Смоленськ. Андрій послав до Києва свого брата, Михайла Юрійовича, однак той не хотів їхати на Русь і відправив замість себе брата Всеволода та племінника Ярополка. Всеволод покняжив у Києві 5 тижнів, після чого його взяв в полон Давид Ростиславич, а великим князем став його брат, Рюрик.
Дізнавшись про це, Андрій наказав Ростиславичам покинути Русь та вернутись на Смоленщину. Проте вони відмовились та постригли Андрієвому послу бороду, що стало приводом до початку воєнних дій. Андрій зібрав велике військо у якому крім владимиро-суздальських полків були сили Муромського, Рязанського, Турівського, Полоцького, Городенського князівств та Новгорода. Ростиславичі не стали захищати Київ, натомість заперлись у сусідніх містах — Рюрик сів у Білгороді, Мстислав у Вишгороді⁣, а Давид поїхав у Галич просити допомоги в Ярослава Осмомисла.
Війська Андрія Боголюбського взяли в облогу Вишгород. Через 9 тижнів вони дізнались що до міста йде луцький князь Ярослав Ізяславич з союзними галицько-волинськими силами, право якого на Київ признали й Ростиславичі. Союзники Андрія почали хаотично відступати, і в цей час з Вишгорода успішну вилазку здійснив Мстислав Ростиславич. Грандіозний похід Андрія завершився провалом, що фактично означало втрату ним влади й впливу на Русі.
Прагнучи до зміцнення князівської влади, боровся з боярами. Вважається основоположником майбутньої Московської держави.
Був двічі одружений. Відомостей про першу дружину немає. Друга — осетинська княжна. За легендою, однак, друга дружина Оліта була дочкою боярина Кучки.

### Вбивство Андрія
Авторитарні методи правління, буйний норов та жорстокість навіть стосовно близьких людей призвели до невдоволення серед бояр і організації змови проти Андрія Боголюбського. 29 червня 1174 внаслідок заколоту бояр Кучковичів князя вбили. Серед загального грабунку та зневаги до покійного князя з боку суздальців, лише вірний слуга Кузьма Киянин подбав про похорони та християнські обряди над тілом небіжчика. А сам заколот став початком міжусобної війни (1174—1177) у Володимиро-Суздальському князівстві.
Розповідь про вбивство Андрія Юрійовича в місті Боголюбове міститься у Іпатіївському та Новгородському літописах під 1175 роком.
У 2015 під час реставрації Спасо-Преображенського собору в Переяславі-Заліському дослідники виявили на стіні графіті зі списком із 20-ти змовників, які вбили князя, та короткий опис самої події.

## Канонізація
Канонізований Російською православною церквою близько 1751 року у лику благовірного. Інші православні церкви поки не розглядали це питання.

## Родина
Дружина — Уліта Степанівна
Діти:
- Ізяслав Андрійович (? — 1165)
- Мстислав Андрійович (? — 1173)
- Гліб Андрійович (? — 1174)
- Юрій Андрійович (1160/1165—1194), князь Новгородський (1172—1175), чоловік грузинської цариці Тамари.

## Галерея

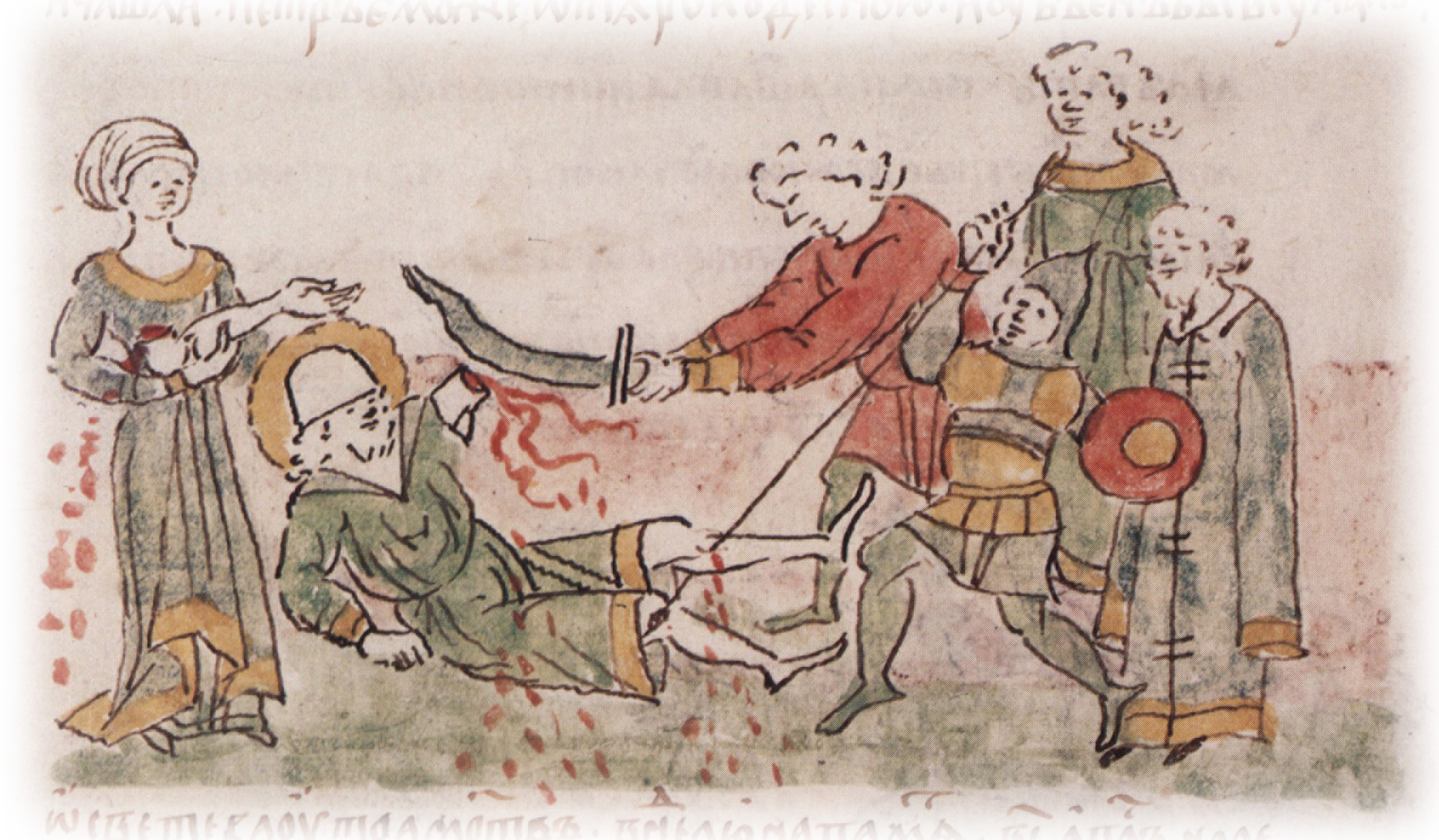
Андрію Боголюбському його вбивці відрубують ліву руку, хоча в тексті стверджується, що йому відрубали праву.[a] Радзивіллівський літопис (XV ст.)
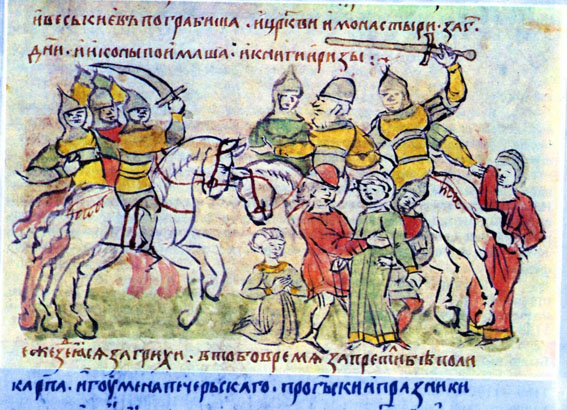
Пограбування Києва 1169 року. Мініатюра з Радзивіллівського літопису
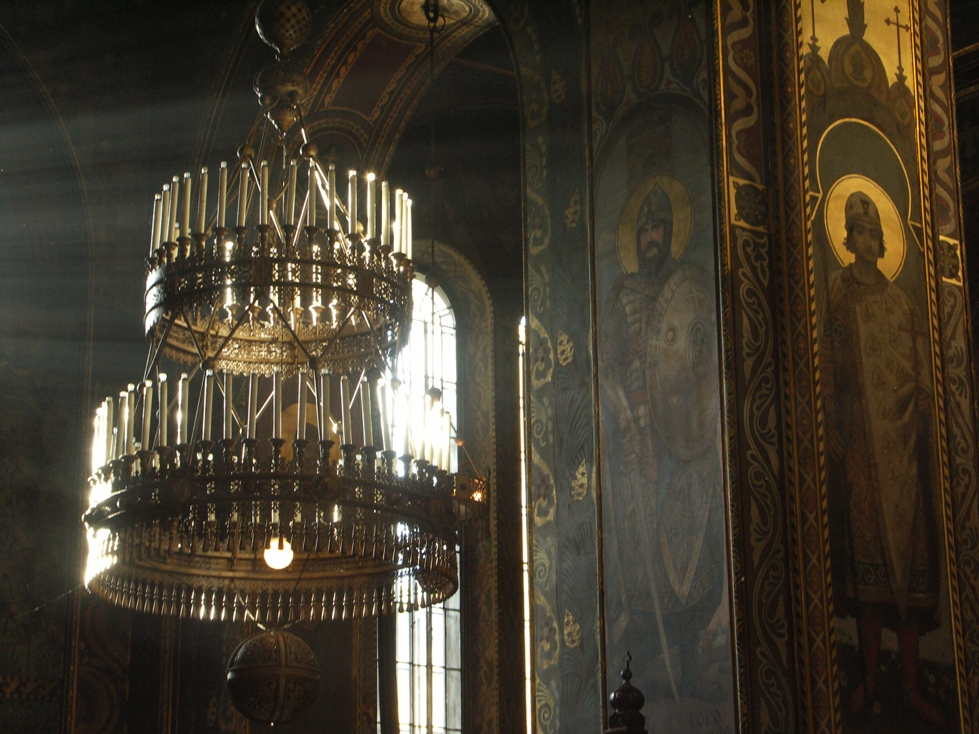
Володимирський собор (Київ). Соборне панікадило. Андрій Боголюбський та князь Борис (Михайло Нестеров)